# ژیوکو گوسپودینوف
ژیوکو گوسپودینوف (بلغاری: Живко Господинов Господинов؛ ۶ سپتامبر ۱۹۵۷ – ۴ مهٔ ۲۰۱۵) بازیکن فوتبال اهل بلغارستان بود.
وی همچنین در تیم ملی فوتبال بلغارستان بازی کرده‌است.